# Трутенко Онуфрій Степанович
Труте́нко Ону́фрій Степа́нович  (1885—1920) — революційний діяч, київський робітник.
У Києві мешкав з 1909 року. У 1915—1918 роки Онуфрій Трутенко працював столяром-модельщиком на Деміївському снарядному заводі. У 1919 році був членом Деміївського ревкому. Помер у Києві, був похований на Деміївському кладовищі (поховання не збереглося).
З 1990 по 2016 роки в Києві на його честь було названо сучасну вулицю Михайла Максимовича.